# Melochia trujilloi
Melochia trujilloi är en malvaväxtart som beskrevs av J.B.Rondón, Cumaná. Melochia trujilloi ingår i släktet Melochia och familjen malvaväxter. Inga underarter finns listade i Catalogue of Life.